# Pazo de Anzobre
El pazo de Anzobre es una mansión nobiliaria gallega situada en la parroquia de Armentón, municipio de Arteijo, en la provincia de La Coruña.

## Arquitectura
Fue construido en cantería y con modernas galerías de vidrio. En la construcción pueden distinguirse los escudos de armas de las familias Castro, Moscoso, Figueroa o Soutomaior. Tiene adosada una capilla, en cuya fachada se aprecia, sobre la puerta y bajo la cruz, el escudo de la casa de Gimonde. En uno de sus flancos se alza una torre, de  estilo sobrio y clásico.

## Situación
El pazo se encuentra situado a veinte kilómetros de La Coruña, orientado a un valle y rodeado por pinares, prados y maizales, a escasa distancia de la playa de Barrañán.

## Historia
El pazo de Anzobre perteneció a los condes de Gimonde. A la muerte de la condesa de Gimonde, Jacoba Cisneros de Puga, en 1860, pasó a ser residencia de su heredero universal Manuel María Puga Feijoo y posteriormente del hijo de éste, Luciano Puga Blanco, y de su nieto Manuel María Puga y Parga, alcalde de La Coruña, conocido como “Picadillo”.

## Vida social
En la capilla y jardines del Pazo se celebra tradicionalmente la Romería de los Remedios . Durante la época en que residían en el Pazo Luciano Puga Blanco, que fue diputado y senador, y Manuel Puga Parga, que fue alcalde de La Coruña, el Pazo recibía frecuentes visitas de relevantes políticos, como Antonio Cánovas del Castillo y Aureliano Linares Rivas, artistas como los pintores Germán Taibo y Manuel Abelenda Zapata, escritores como Emilia Pardo Bazán y Wenceslao Fernández Flórez y periodistas como Manuel Barbeito Herrera.